# Abraham de Moivre
Abraham de Moivre (Vitry-le-François, Champagne, França, 26 de maio de 1667 — Londres, Reino Unido, 27 de novembro de 1754) foi um matemático francês, conhecido pela fórmula de Moivre, uma fórmula que liga números complexos e trigonometria, e por seu trabalho sobre a distribuição normal e a teoria das probabilidades.
Ele se mudou para a Inglaterra ainda jovem devido à perseguição religiosa aos huguenotes na França, que começou em 1685. Ele era amigo de Isaac Newton, Edmond Halley e James Stirling. Entre seus companheiros exilados huguenotes na Inglaterra, ele era colega do editor e tradutor Pierre des Maizeaux.
De Moivre escreveu um livro sobre a teoria da probabilidade, The Doctrine of Chances, que dizem ter sido valorizado pelos jogadores. Ele também foi o primeiro a postular o teorema do limite central, uma pedra angular da teoria da probabilidade.

## Vida

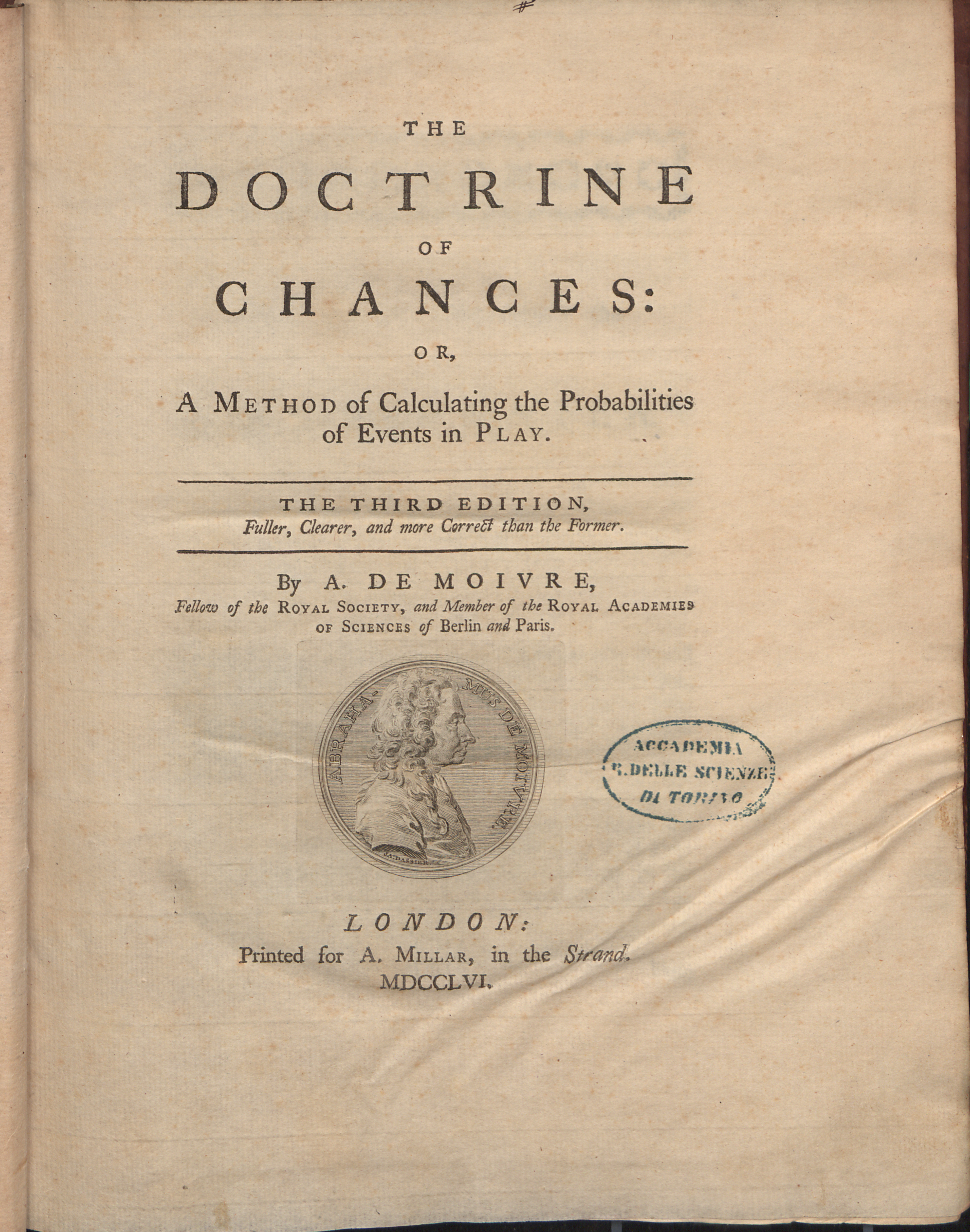
Doctrine of chances, 1761

### Primeiros anos
Abraham de Moivre nasceu em Vitry-le-François, em Champagne, em 26 de maio de 1667. Seu pai, Daniel de Moivre, era um cirurgião que acreditava no valor da educação. Embora os pais de Abraham de Moivre fossem protestantes, ele primeiro frequentou a escola católica dos Irmãos Cristãos em Vitry, que era excepcionalmente tolerante devido às tensões religiosas na França na época. Quando ele tinha onze anos, seus pais o enviaram para a Academia Protestante de Sedan, onde passou quatro anos estudando grego com Jacques du Rondel. A Academia Protestante de Sedan foi fundada em 1579 por iniciativa de Françoise de Bourbon, a viúva de Henri-Robert de la Marck.
Em 1682, a Academia Protestante de Sedan foi suprimida e de Moivre matriculou-se para estudar lógica em Saumur por dois anos. Embora a matemática não fizesse parte de seu curso, de Moivre leu várias obras sobre matemática por conta própria, incluindo Éléments des mathématiques do sacerdote oratoriano e matemático francês Jean Prestet e um pequeno tratado sobre jogos de azar, De Ratiociniis in Ludo Aleae, de Christiaan Huygens, o físico, matemático, astrônomo e inventor holandês. Em 1684, de Moivre mudou-se para Paris para estudar física e, pela primeira vez, teve treinamento formal em matemática com aulas particulares de Jacques Ozanam.
Em 25 de novembro de 2017, um colloquio foi organizado em Saumur pelo Dr. Conor Maguire, com o patrocínio da Comissão Nacional Francesa da UNESCO, para comemorar o 350º aniversário do nascimento de Abraham de Moivre e o fato de ele ter estudado por dois anos no Academia de Saumur. O colóquio foi intitulado Abraham de Moivre: le Mathématicien, sa vie et son œuvre e cobriu as contribuições importantes de De Moivre para o desenvolvimento de números complexos, consulte a fórmula de De Moivre, e para a teoria da probabilidade, consulte o teorema de De Moivre-Laplace. O colóquio traçou a vida de De Moivre e seu exílio em Londres, onde ele se tornou um amigo altamente respeitado de Isaac Newton. Mesmo assim, ele vivia com recursos modestos que gerava em parte por suas sessões aconselhando jogadores na cafeteria Old Slaughter sobre as probabilidades associadas a seus empreendimentos! Em 27 de novembro de 2016, o professor Christian Genest da Universidade McGill (Montreal) marcou o 262º aniversário da morte de Abraham de Moivre com um colóquio em Limoges intitulado Abraham de Moivre: Génie en exil que discutiu a famosa aproximação de De Moivre da lei binomial que inspirou o teorema do limite central.
A perseguição religiosa na França tornou-se severa quando o rei Luís XIV emitiu o Édito de Fontainebleau em 1685, que revogou o Édito de Nantes, que concedeu direitos substanciais aos protestantes franceses. Proibia o culto protestante e exigia que todas as crianças fossem batizadas por padres católicos. De Moivre foi enviado para o Prieuré Saint-Martin-des-Champs, uma escola para a qual as autoridades mandavam crianças protestantes para serem doutrinadas no catolicismo.
Não está claro quando de Moivre deixou o Prieuré de Saint-Martin e se mudou para a Inglaterra, uma vez que os registros do Prieuré de Saint-Martin indicam que ele deixou a escola em 1688, mas de Moivre e seu irmão se apresentaram como huguenotes admitidos no Igreja Savoy em Londres em 28 de agosto de 1687.

### Anos intermediários
Quando chegou a Londres, de Moivre era um matemático competente com um bom conhecimento de muitos dos textos padrão. Para ganhar a vida, de Moivre tornou-se um professor particular de matemática, visitando seus alunos ou ensinando nos cafés de Londres. De Moivre continuou seus estudos de matemática depois de visitar o conde de Devonshire e ver o livro recente de Newton, Principia Mathematica. Olhando através do livro, ele percebeu que era muito mais profundo do que os livros que havia estudado anteriormente e ficou determinado a lê-lo e entendê-lo. No entanto, como era obrigado a fazer longas caminhadas por Londres para viajar entre seus alunos, de Moivre tinha pouco tempo para estudar, então ele rasgou as páginas do livro e as carregou no bolso para ler entre as aulas.
De acordo com uma história possivelmente apócrifa, Newton, nos últimos anos de sua vida, costumava encaminhar as pessoas que lhe faziam perguntas matemáticas para de Moivre, dizendo: "Ele sabe todas essas coisas melhor do que eu".
Em 1692, de Moivre tornou-se amigo de Edmond Halley e logo depois do próprio Isaac Newton. Em 1695, Halley comunicou o primeiro artigo de matemática de de Moivre, que surgiu de seu estudo de fluxões no Principia Mathematica, para a Royal Society. Este artigo foi publicado na Philosophical Transactions desse mesmo ano. Logo após a publicação deste artigo, de Moivre também generalizada de Newton notável binomial teorema no teorema multinomial. A Royal Society foi informada desse método em 1697 e tornou de Moivre um membro dois meses depois.
Depois que de Moivre foi aceito, Halley o encorajou a voltar sua atenção para a astronomia. Em 1705, de Moivre descobriu, intuitivamente, que “a força centrípeta de qualquer planeta está diretamente relacionada à sua distância do centro das forças e reciprocamente relacionada ao produto do diâmetro do evoluto e do cubo da perpendicular na tangente". Em outras palavras, se um planeta, M, segue uma órbita elíptica em torno de um foco F e tem um ponto P onde PM é tangente à curva e FPM é um ângulo reto, de modo que FP é perpendicular à tangente, então a força centrípeta no ponto P é proporcional a FM / (R * (FP)3) onde R é o raio da curvatura em M. O matemático Johann Bernoulli provou esta fórmula em 1710.
Apesar desses sucessos, de Moivre não conseguiu obter uma nomeação para uma cadeira de matemática em qualquer universidade, o que o teria libertado de sua dependência de tutoriais demorados que o sobrecarregavam mais do que a maioria dos outros matemáticos da época. Pelo menos parte do motivo era um preconceito contra suas origens francesas.
Em novembro de 1697 foi eleito Fellow da Royal Society e em 1712 foi nomeado para uma comissão criada pela sociedade, ao lado de MM. Arbuthnot, Hill, Halley, Jones, Machin, Burnet, Robarts, Bonet, Aston e Taylor para revisar as afirmações de Newton e Leibniz sobre quem descobriu o cálculo. Os detalhes completos da controvérsia podem ser encontrados no artigo da controvérsia do cálculo de Leibniz e Newton.
Ao longo de sua vida, de Moivre permaneceu pobre. É relatado que ele era um cliente regular do velho Slaughter's Coffee House, St. Martin's Lane na Cranbourn Street, onde ganhava algum dinheiro jogando xadrez.

### Anos posteriores
De Moivre continuou estudando os campos de probabilidade e matemática até sua morte em 1754 e vários artigos adicionais foram publicados após sua morte. À medida que envelhecia, tornava-se cada vez mais letárgico e precisava de mais horas de sono. Um comum, embora discutível, alegação é que ele notou que ele estava dormindo um extra de 15 minutos cada noite e corretamente calculados à data da sua morte como o dia em que o tempo de sono alcançado 24 horas, 27 de novembro de 1754. Em naquele dia ele de fato morreu, em Londres e seu corpo foi enterrado em St. Martin-in-the-Fields, embora seu corpo tenha sido removido mais tarde

## Probabilidade
De Moivre foi o pioneiro no desenvolvimento da geometria analítica e da teoria da probabilidade, expandindo o trabalho de seus predecessores, particularmente Christiaan Huygens e vários membros da família Bernoulli. Ele também produziu o segundo livro sobre teoria da probabilidade, The Doctrine of Chances: a method of calculating the probabilities of events in play. (O primeiro livro sobre jogos de azar, Liber de ludo aleae (On Casting the Die), foi escrito por Girolamo Cardanona década de 1560, mas não foi publicado até 1663.) Este livro saiu em quatro edições, 1711 em latim e em inglês em 1718, 1738 e 1756. Nas edições posteriores de seu livro, de Moivre incluiu seu resultado não publicado de 1733, que é a primeira declaração de uma aproximação da distribuição binomial em termos do que agora chamamos de distribuição normal ou gaussiana. Este foi o primeiro método de encontrar a probabilidade de ocorrência de um erro de um determinado tamanho quando esse erro é expresso em termos da variabilidade da distribuição como uma unidade, e a primeira identificação do cálculo do erro provável. Além disso, ele aplicou essas teorias a problemas de jogo e tabelas atuariais.
Este foi o primeiro método de encontrar a probabilidade de ocorrência de um erro de um determinado tamanho quando esse erro é expresso em termos da variabilidade da distribuição como uma unidade, e a primeira identificação do cálculo do erro provável. Além disso, ele aplicou essas teorias a problemas de jogo e tabelas atuariais.
Uma expressão comumente encontrada em probabilidade é n! mas antes da época das calculadoras calculando n! para um grande n era demorado. Em 1733, de Moivre propôs a fórmula para estimar um fatorial como n ! = cn (n + 1/2) e −n. Ele obteve uma expressão aproximada para a constante c, mas foi James Stirling quem descobriu que c era √2π.
De Moivre também publicou um artigo chamado "Annuities upon Lives" no qual ele revelou a distribuição normal da taxa de mortalidade de acordo com a idade de uma pessoa. A partir disso, ele produziu uma fórmula simples para aproximar a receita produzida por pagamentos anuais com base na idade de uma pessoa. Isso é semelhante aos tipos de fórmulas usadas pelas seguradoras hoje.

### Prioridade em relação à distribuição de Poisson
Alguns resultados da distribuição Poisson foram introduzidos pela primeira vez por de Moivre em De Mensura Sortis seu; de Probabilitate Eventuum in Ludis a Casu Fortuito Pendentibus em Philosophical Transactions of the Royal Society, p. 219. Como resultado, alguns autores argumentaram que a distribuição de Poisson deveria levar o nome de de Moivree.

## Fórmula de De Moivre
Em 1707, de Moivre derivou uma equação da qual se pode deduzir:
{\displaystyle \cos x={\tfrac {1}{2}}(\cos(nx)+i\sin(nx))^{1/n}+{\tfrac {1}{2}}(\cos(nx)-i\sin(nx))^{1/n}}
que ele foi capaz de provar para todos os inteiros positivos n. Em 1722, ele apresentou equações das quais se pode deduzir a forma mais conhecida da Fórmula de Moivre:
{\displaystyle (\cos x+i\sin x)^{n}=\cos(nx)+i\sin(nx).\,}
Em 1749, Euler provou essa fórmula para qualquer n real usando a fórmula de Euler, o que torna a prova bastante direta. Esta fórmula é importante porque relaciona números complexos e trigonometria. Além disso, esta fórmula permite a derivação de expressões úteis para cos (nx) e sin (nx) em termos de cos (x) e sin (x).

## Aproximação de Stirling
De Moivre estava estudando probabilidade e suas investigações exigiam que ele calculasse coeficientes binomiais, o que, por sua vez, exigia que calculasse fatoriais. Em 1730 de Moivre publicou seu livro Miscellanea Analytica de Seriebus et Quadraturis [Miscelânea Analítica de Séries e Integrais], que incluía tabelas de log (n !). Para grandes valores de n, de Moivre aproximou os coeficientes dos termos em uma expansão binomial. Especificamente, dado um número inteiro positivo n, onde n é par e grande, então o coeficiente do termo do meio de (1 + 1) n é aproximado pela equação:
{\displaystyle {n \choose n/2}={\frac {n!}{(({\frac {n}{2}})!)^{2}}}\approx {2^{n}}{\frac {{2}{\frac {21}{125}}{(n-1)}^{n-{\frac {1}{2}}}}{{n}^{n}}}}
Em 19 de junho de 1729, James Stirling enviou a de Moivre uma carta, que ilustrava como ele calculava o coeficiente do termo do meio de uma expansão binomial (a + b) n para grandes valores de n. Em 1730, Stirling publicou seu livro Methodus Differentialis [O Método Diferencial], no qual incluiu sua série para log ( n !):
{\displaystyle \log _{10}(n+{\frac {1}{2}})!\approx \log _{10}{\sqrt {2\pi }}+n\log _{10}n-{\frac {n}{\ln 10}}},
de modo que para grande {\displaystyle n}, {\displaystyle n!\approx {\sqrt {2\pi }}({\frac {n}{e}})^{n}}.
Em 12 de novembro de 1733, de Moivre publicou privadamente e distribuiu um panfleto - Approximatio ad Summam Terminorum Binomii (a + b)n in Seriem expansi [Aproximação da Soma dos Termos do Binômio (a + b)n expandido em uma Série] - em que reconheceu a carta de Stirling e propôs uma expressão alternativa para o termo central de uma expansão binomial.